# 雪中戦

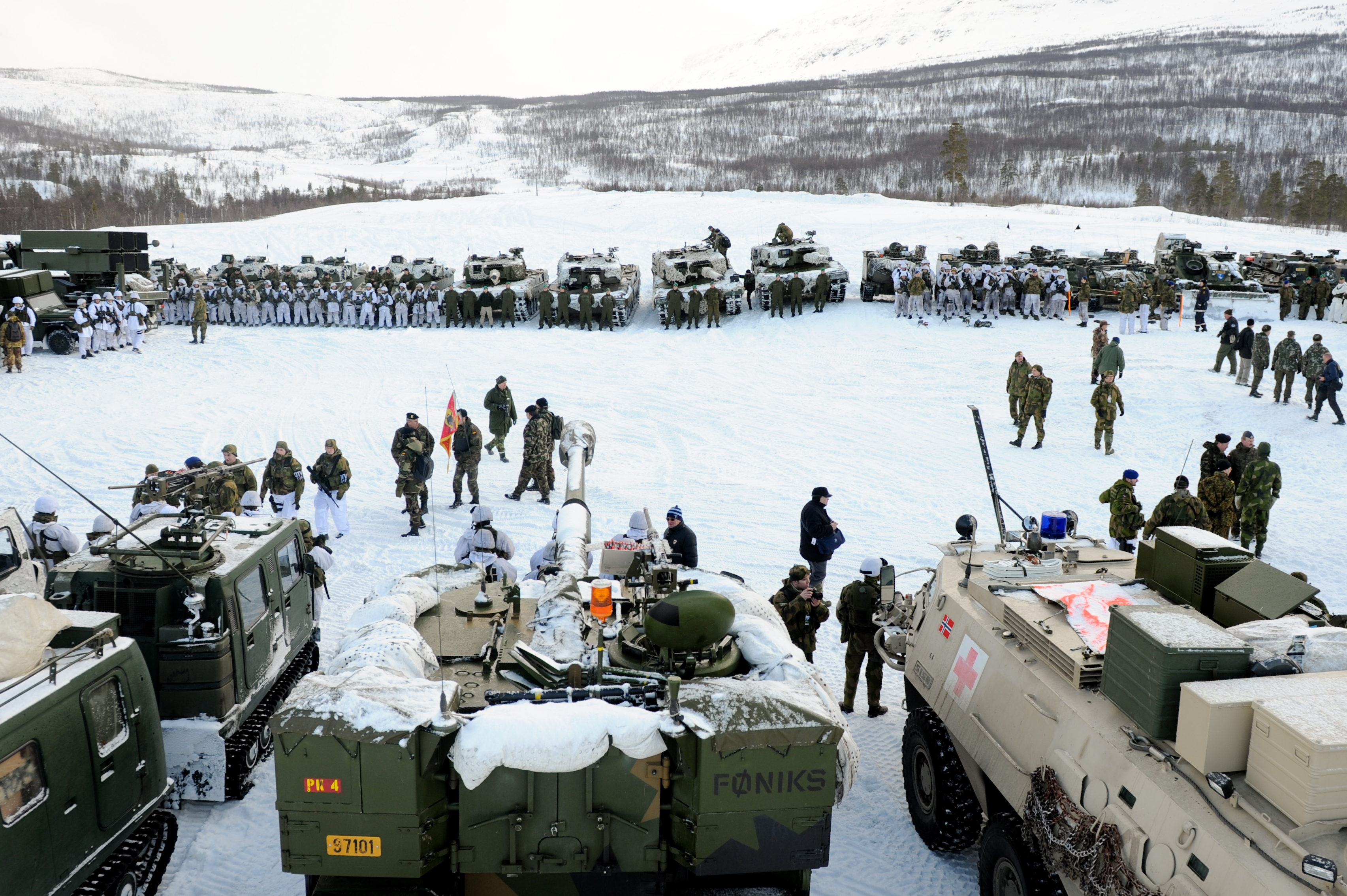
冬季軍事演習「コールドレスポンス」の様子（ノルウェー）

雪中戦（せっちゅうせん、英: Cold Winter Warfare）は、寒冷地域における作戦・戦闘である。

## 概要
雪中戦は、氷点下の気候、積雪した地形における野戦である。環境的な要因が部隊の戦闘力に大きな影響をおよぼし、作戦行動を妨げる。
無風状態においても極めて低気温であるが、風がある場合には体感温度はさらに下げられる。また、積雪地域においては風雪、ブリザード、霧などは体感温度を下げるだけでなく装備に雪・水を付着させ、体温を奪い、視界を制限し、無線通信を時には妨げる。
健康面においては低体温症と凍傷の危険性が飛躍的に高まる。体感温度がマイナス65度なら人体組織は一分以内に凍りつき、適当な防寒具を装備していない人間は数時間で意識不明となる。また、氷点下の気温は思考力を低下させるために意志決定を阻害し、円滑に動作ができず、疲労度は高まる。

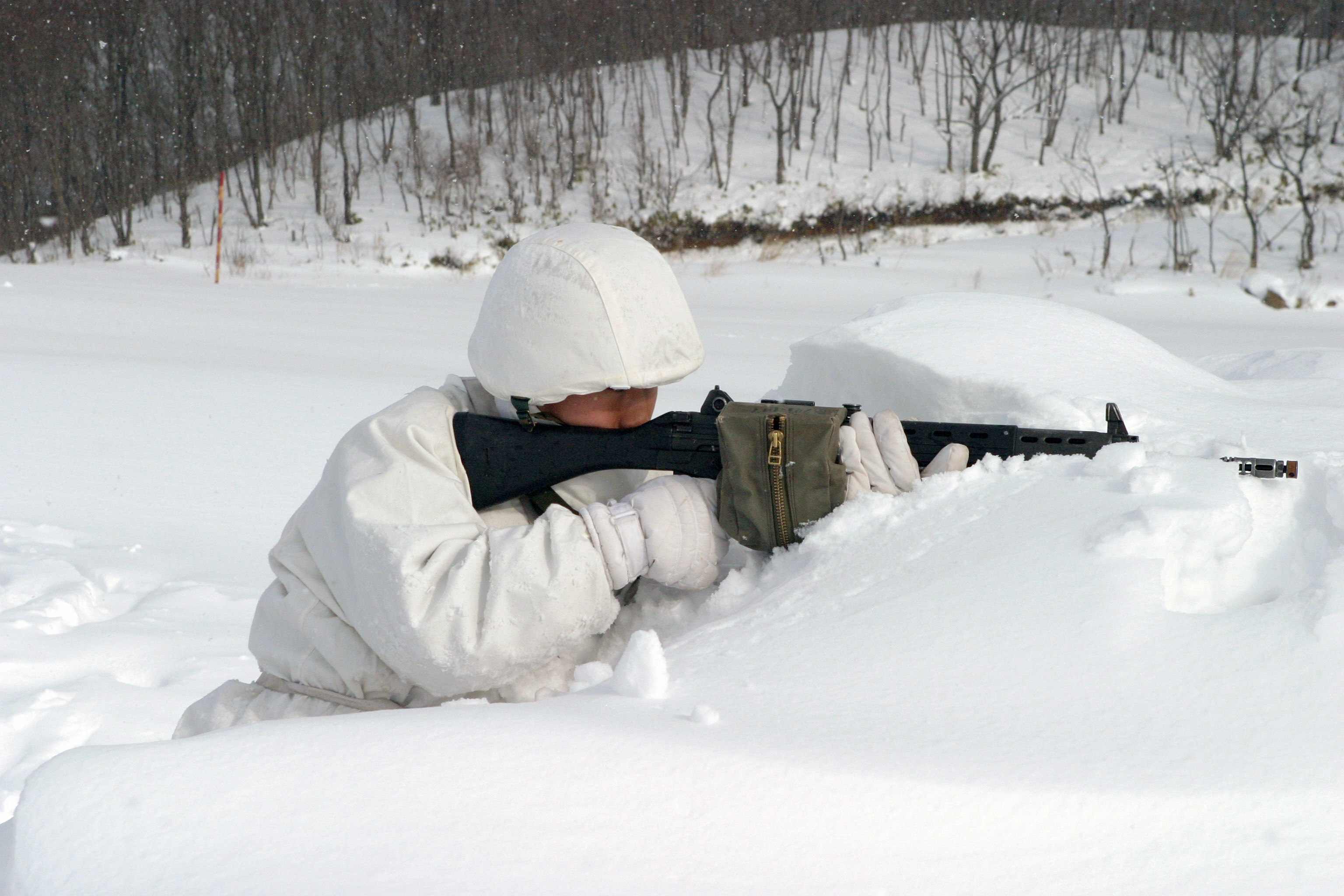
雪中戦闘訓練の様子（陸上自衛隊）

装備においても大きな影響を受け、的確な作動を妨げる。氷点下になると金属類は耐久性が減衰し、作動中に装備が破損する可能性もある。ゴムも氷点下になると伸縮性が失われ、潤滑油も凍結し、バッテリーの出力も低下する。第二次世界大戦時、東部戦線（独ソ戦）の冬季においてはドイツ軍の小銃や機関銃などの武器類が精巧複雑だったため、凍結のために故障し射撃できないことが多かった。かたや敵であるソ連軍の武器類は粗雑ながらも簡単な構造のため故障は少なかったという。上述の独ソ戦初期において、ドイツ軍は冬の到来までにソ連軍を屈服させられず、かつ防寒用装備の前線への供給が遅れたため、後の戦況に少なからず響くこととなった。
なお、陸上自衛隊の積雪地部隊は北部方面隊隷下北部方面混成団の冬季戦技教育隊が積雪寒冷地専門部隊として雪中戦のスペシャリストとして知られている。

## 対策
防寒・体力の維持
厳寒地での軍事行動には、一般的な冬用の外套・軍衣ではなく、別個に極寒地用に極めて特化した防寒外套・防寒長靴・防寒帽などを制式採用・装備することも求められる（北満北支、北方方面部隊向け装備の日本陸軍など）。
また、低気温下では通常よりもエネルギーを消費するため、寒冷地が多い国では高カロリーのレーションが支給されることが多い（自衛隊のレーションが1日1,800kcalであるのに対して、ノルウェー軍の寒冷地用レーションは7,500kcalである）。
移動手段
積雪や寒気は部隊の移動を大きく妨げるため、雪上・氷上の移動には専用の装備・技術が求められる。冬季に狩猟をする狩人の雪上移動手段として発達したスキーは、積雪地帯で活動する軍隊や森林警備隊に必要な技術のひとつとされ、多くの国の軍隊でスキーによる行軍訓練を実施している。さらに、近代ではスノーモービルも用いられる。自衛隊のスノーモービル（軽雪上車）は、市販品を転用しているが、ソ連軍では機関銃などを備えた武装スノーモービル（RF-8）も開発している。
また、履帯（無限軌道）によって走行する雪上車や戦車なども雪上・氷上の移動に有効である。なお、第二次世界大戦中のドイツ軍は、戦車に冬季用履帯（ヴィンターケッテ、独:  Winterkette）を装備して、さらに雪上に適した運用を行った。これは、通常の幅履帯の外側に溶接で大きな張り出しを設けて接地圧を下げたり、接地面に滑り止めのパターンを入れることで、雪中行動時の車体の埋没や履帯の空転を防ぐものである。

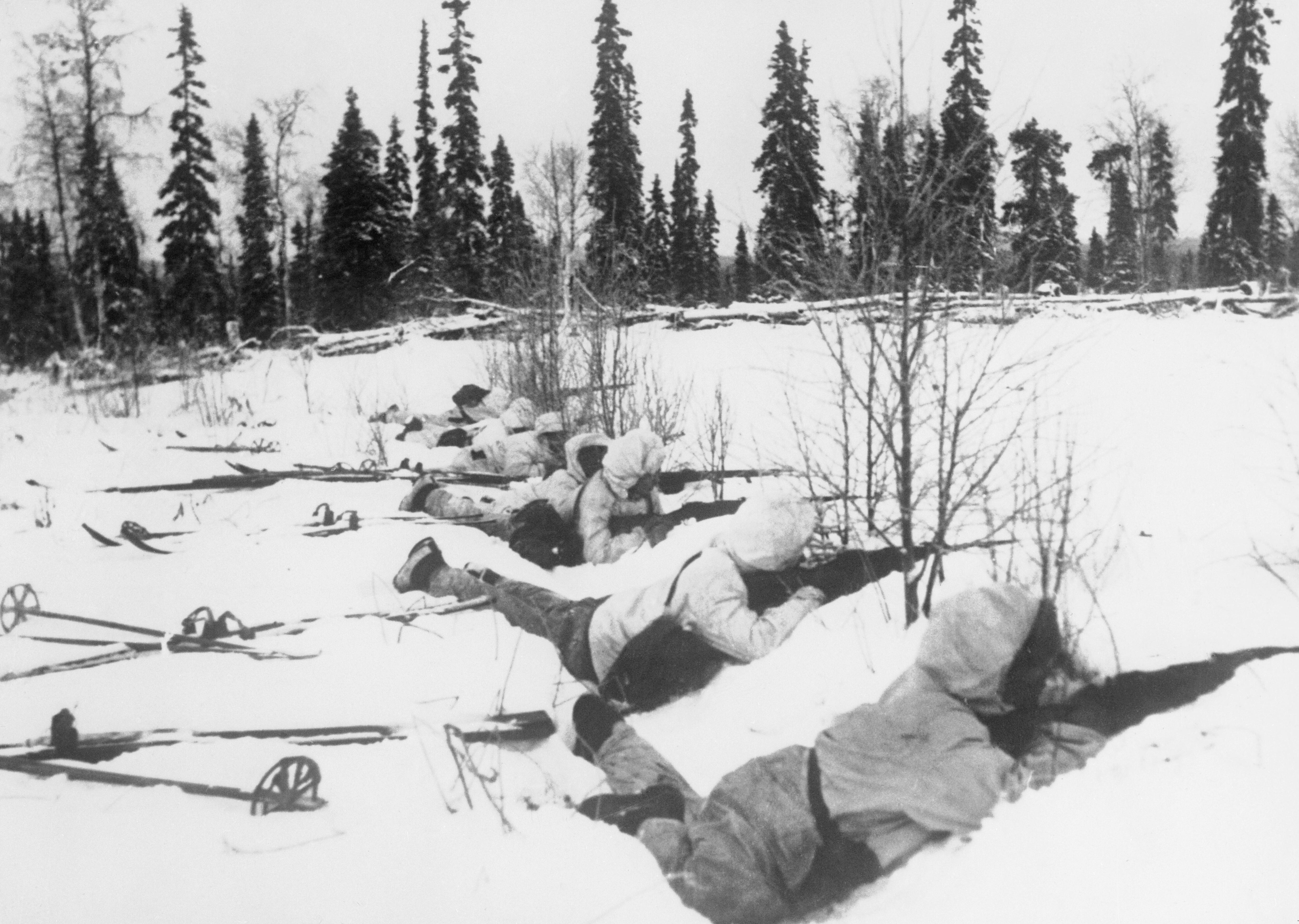
冬戦争中のフィンランド軍のスキー部隊
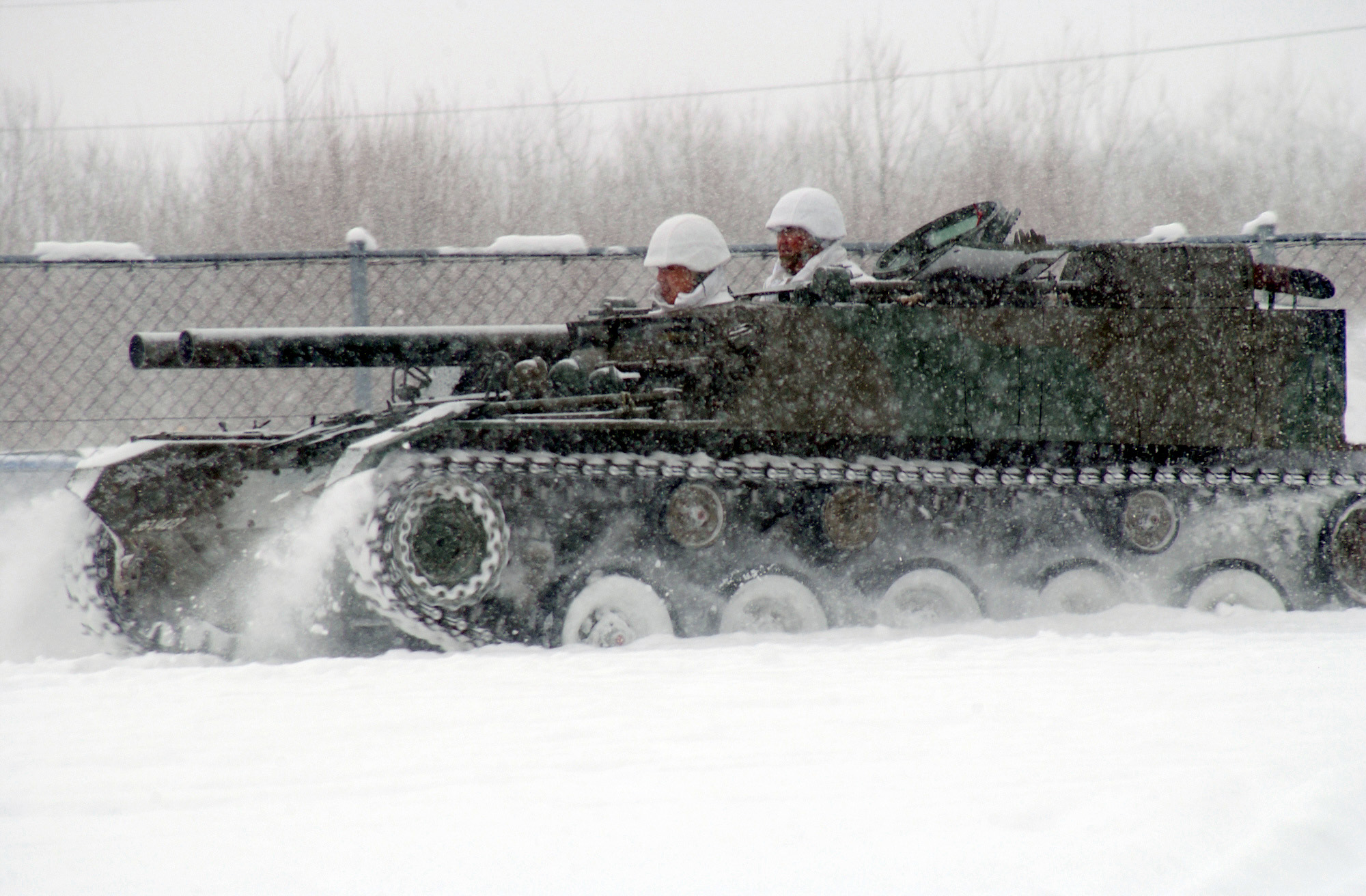
無限軌道による雪上走行（60式自走106mm無反動砲）

その他
小銃を厚い防寒手袋をしたまま射撃できるようにトリガーガードが外れるようにしたり、防寒着を着た敵にナイフ型の銃剣は突き刺さりにくいためスパイク状の銃剣を使用している中国軍のような工夫も存在する。

## 雪中戦の例
- 戦国時代

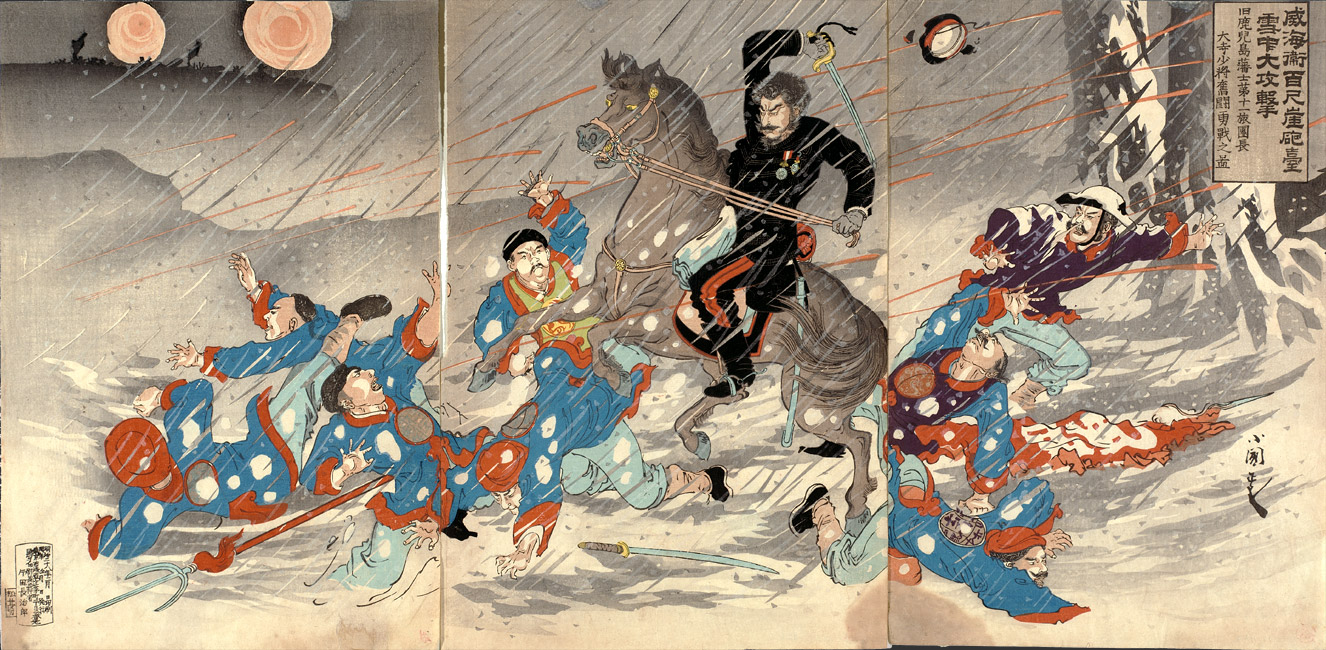
威海衛の戦いを描いた「威海衛百尺崖砲台雪中大攻撃 旧鹿児島藩士第十一旅団長大寺少将奮闘勇戦之図」（楳堂小国政）

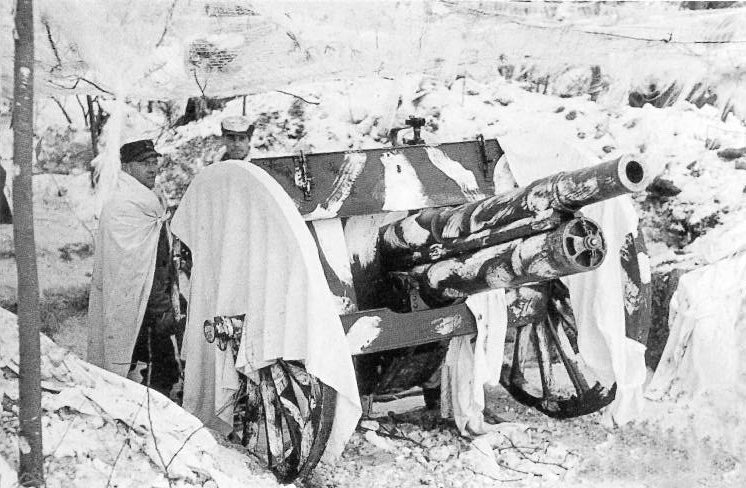
シーツと白塗料により即席の雪中迷彩を施した冬戦争中のフィンランド軍

  - 海ノ口城の戦い - 武田信玄の初陣と言われており、大雪の中で海ノ口城に奇襲を仕掛けたとされる[注釈 3]。
  - 大崎合戦 - 伊達政宗の軍勢が、降雪の影響で撤退中に追撃を受けて敗走した。
- 大北方戦争
- ナポレオン戦争（アイラウの戦い・1812年ロシア戦役）
- 日清戦争
  - 威海衛の戦いなど - 厳寒地での知識・経験が不足していた日本軍兵士には凍傷にかかる者も多数いた。
- 日露戦争
  - 黒溝台会戦など
- 第二次世界大戦
  - 独ソ戦（モスクワの戦い、スターリングラード攻防戦など）
- 冬戦争